# نظرية التخمين
نظرية التخمين[بحاجة لمصدر] هي نظرية في علم النفس تفرض أن مصدر المشاعر هي تقييماتنا (تخمينات أو تقديرات) للأحداث التي تسبب ردات فعل معينة لدى مختلف الناس. يسبب تقييمنا لموقف ما عواطف أو استجابة فعالة معتمدة على التخمين بشكل أساسي. يُعتبر الخروج في موعد غرامي مع شخص لأول مرة مثالًا عن ذلك، إن تبين أن الموعد إيجابي، قد يراود المرء شعورًا بالسعادة، والغبطة، أو الدوار، أو الحماسة، أو الترقب، لأنه خمن أنه سيكون لهذا الحدث تأثيرات إيجابية على المدى الطويل، على سبيل المثال، البدء في علاقة جديدة، أو الخطبة، أو حتى الزواج. من ناحية أخرى، إن شعر بأن الموعد سيكون سلبيًا، من الممكن أن تتضمن مشاعره الرفض، والحزن، وإحساسًا بالفراغ أو الخوف كنتيجة لذلك. (سكيرر، 2001) يصبح التفكير في ردة فعل الشخص العاطفية وفهمها مهمًا للتخمينات المستقبلية أيضًا. الجانب المهم في نظرية التخمين هو أنه يفسر الاختلافات الفردية في ردود الفعل العاطفية تجاه الحدث نفسه.
نظريات تخمين المشاعر هي نظريات تفرض أن المشاعر ناتجة من تفسير وشرح الأشخاص لحالاتهم حتى في حال غياب الإثارة البدنية (آرونسون، 2005). يوجد منهجان رئيسيان هما: المنهج البنيوي، ونموذج العملية. يقدم كلا المنهجان تفسيرًا لتخمين المشاعر ويشرحان بطرق عديدة كيفية تطور المشاعر. في غياب الإثارة البدنية، نقرر كيفية إحساسنا تجاه وضع ما بعد شرح وتفسير الظاهرة. يكون ترتيب الأحداث كالتالي: الحدث، التفكير، أحداث متزامنة من الإثارة والعواطف. استخدم علماء النفس الاجتماعيين هذه النظرية لتفسير وتوقع آليات التكيف وأشكال العواطف عند البشر. على النقيض من ذلك، وعلى سبيل المثال، يدرس علم نفس الشخصية المشاعر كوظيفة لشخصية الإنسان، وبالتالي لا يأخذ في الحسبان تخمينات الفرد، أو الاستجابة المعرفية لموقف ما.
يناقش الخلاف الرئيسي حول هذه النظريات فكرة أنه لا يمكن للعواطف أن تحدث دون استثارة نفسية.

## التاريخ
في العقود الأخيرة، تطورت نظرية التخمين وظهرت كنظرية بارزة في مجال التواصل وعلم النفس عن طريق تجربة الأثر والنتيجة. عبر التاريخ، تعود الفكرة الرئيسية الأولى إلى بعض أبرز الفلاسفة مثل أرسطو، وأفلاطون، والمذهب الرواقي، وباروخ سبينوزا، وديفيد هيوم، وحتى إلى عالم النفس الألماني القديم كارل ستامف (ريسينزين وسكونفلاغ، 1992). على أي حال، في السنوات الخمسين الماضية، توسعت هذه النظرية بشكل كبير بسبب تفاني اثنين من أبرز الباحثين، وهما: ماغدا بي. أرنولد وريتشارد لازاروس، بالإضافة إلى آخرين ساهموا في نظرية التخمين.
القضية التي تدرسها نظرية التخمين هي لماذا يختلف رد الفعل من شخص إلى آخر. حتى حين يواجهون الموقف نفسه أو موقفًا شبيهًا، سيكون رد فعل الأشخاص مختلفًا بشكل طفيف اعتمادًا على تصورهم للموقف. تثير هذه التصورات عواطف عديدة خاصة بكل شخص. منذ حوالي 30 عامًا، بدأ علماء النفس والباحثون بتصنيف هذه المشاعر ضمن فئات مختلفة. شكل ذلك نقطة البداية لنظرية التخمين المعرفية. قرروا تصنيف سلوكيات ردات الفعل العاطفية هذه على أنها تخمينات. النظريتان الرئيسيتان للتخمين هما النموذج البنيوي ونموذج العملية. تُقسم هذه النماذج إلى أصناف فرعية أيضًا (سميث وكيربي، 2009). حاول الباحثون أن يصنفوا تخمينات معينة للأحداث التي تستثير العواطف (روزمان وآخرون، 1996).

### ماغدا بي.أرنولد
في فترة أربعينيات وخمسينيات القرن المنصرم، أبدت ماغدا بي.أرنولد اهتمامًا شديدًا في البحث في تخمينات العواطف التي تصاحبها إثارة عامة. أرادت أرنولد أن «تقدم فكرة تمايز العواطف عن طريق الافتراض بأن مشاعر مثل الخوف والغضب والحماس قد تختلف باختلاف الظواهر التي أدت إلى إثارتها» (أرنولد، 1950). بوساطة هذه الأفكار الجديدة، طورت «نظريتها المعرفية» في ستينيات القرن العشرين، والتي فرضت أن الخطوة الأولى في المشاعر هي تخمين الموقف. وفقًا لأرنولد، تؤدي التخمينات الأولية إلى بدء سلسلة المشاعر وتثير كلًا من الأفعال المناسبة والتجربة العاطفية بذاتها، لذلك ترافق التغيرات النفسية، والتي تُعرَف بأنها مهمة، الأفعال والتجارب لكن لا تطلقها (أرنولد، 1960). شكلت فكرة أرنولد عن التخمين الأولي تقدمًا ملحوظًا، إذ تصف فيها أن المشاعر الجيدة أو السيئة بالنسبة إلى شخص ما تقود إلى فعل. على سبيل المثال، إن درس طالب ما بجد طوال الفصل لمادة صعبة ونجح في الاختبار النصفي الصعب بدرجة ممتاز، ستحفزه مشاعر السعادة التي تراوده ليواصل دراسة المادة بجد.
من الصعب تحديد مفهوم المشاعر لأنها تتغير بشكل مستمر من شخص إلى آخر، لكن تقدم أرنولد المستمر ونظريتها المتغيرة دفعاها إلى مواصلة أعمالها البحثية في نظرية التخمين. بالإضافة إلى ذلك، كانت فترة سبعينيات القرن العشرين صعبة بسبب تحدي علماء زملاء لها لنظريتها في قضايا تتعلق بمشاركة عوامل بدنية نفسية وتجارب نفسية عن المشاعر والعواطف في اجتماع في جامعة لويولا. على الرغم من ذلك ومن إعادة تقييم النظرية، مهدت اكتشافات أرنولد الطريق لباحثين آخرين للتعلم عن الاختلافات في المشاعر، والتأثيرات، وعلاقتها ببعضها.

### ريتشارد لازاروس
كان ريتشارد لازاروس قريبًا من ماغدا بي.أرنولد فيما يخص اختبار نظرية التخمين، وتابع البحث في المشاعر في نظرية التخمين إلى حين وفاته عام 2002. منذ بدء البحث في خمسينيات القرن الماضي، تطور هذا المفهوم وتوسع ليشمل بحثًا، ونظريات، وعمليات جديدة. رغم أن أرنولد واجهت وقتًا عصيبًا فيما يخص الأسئلة، ناقش لازاروس وباحثون آخرون مكونات علم النفس البيولوجي للنظرية في اجتماع جامعة لويولا «نحو نظرية معرفية في المشاعر».
حدد عاملين رئيسيين في مقالة يناقش فيها الجوانب المعرفية للعواطف على وجه الخصوص: «أولًا، ما هي طبيعة المعارف (أو التخمينات) التي تحدد ردات فعل عاطفية مختلفة (مثل الخوف، والإحساس بالذنب، والحزن، والبهجة...). ثانيًا، ما هي الشروط المعينة السابقة لهذا الإدراك؟». (لازاروس، آفيريل، وأوبتون، 1970، صفحة 219). هذان الجانبان رئيسيان بالمطلق في تحديد ردات الفعل التي تكمن وراء ردات الفعل الأولية التي تحدد ردات الفعل. بالإضافة إلى ذلك، حدد لازاروس نوعين رئيسيين من نظريات التخمين موجودين في جوهر التخمين، وهما: 1) التخمين الأولي، وهو موجِّه إلى تأسيس أهمية الحدث أو معناه بالنسبة إلى الكائن الحي، و 2) التخمين الثانوي، وهو موجه نحو تقييم قدرة الكائن الحي على التأقلم مع عواقب الحدث. يعمل هذان النوعان معًا، إذ يحدد الأول أهمية الحدث، بينما يقيم الثاني آليات التأقلم التي قسمها لازاروس إلى جزئين هما: الأفعال المباشرة، وعمليات إعادة التقييم المعرفي.
ولتبسيط نظرية لازاروس والتأكيد على تشديده على المعرفة، فبينما تجرب حدث ما، يجب أن يسبق تفكيرك العواطف والإثارة (يحدثان في وقت واحد). على سبيل المثال، أنت على وشك أن تلقي خطابًا أمام 50 شخصًا من أقرانك، تشعر بجفاف في الفم، ويدق قلبك بسرعة، وتتعرق راحتاك، وتبدأ سيقانك بالارتجاف، وتشعر بالخوف في الوقت نفسه.